# 동조선만
동조선만(東朝鮮灣, 표준어: 동한만(東韓灣))은 조선민주주의인민공화국 함경남도 남쪽 끝과 강원도 북쪽 끝 사이에 위치한 만이다. 다만, 갯벌이 거의 없는 동해안이기 때문에 간석지가 없다.

## 명칭

### 대한민국
대한민국 정부는 1950년 1월 16일 국무원고시 제7호 『국호 및 일부 지방명과 지도색 사용에 관한 건』 중에서 ‘"조선"은 지명으로도 사용하지 못하고 "조선해협" "동조선만" "서조선만"등은 각각 "대한해협" "동한만" "서한만"으로 고쳐 부른다’고 하여 명칭을 변경하였다.

### 북한
스스로를 조선이라고 칭하고 있기에, 동조선만이라고 칭하고 있다.

### 그외
영미권에서는 East Korea Bay라고 부른다.

## 같이 보기
- 조선만
- 서조선만
- 영흥만
- 동해